# Prolegomena do charakterologii
Prolegomena do charakterologii – studium psychologiczne autorstwa Karola Irzykowskiego. Pierwodruk ukazał się w piśmie "Museion" w roku 1913 (zeszyt 8). W postaci broszury zostało opublikowane w Warszawie w roku 1924 w ramach "Biblioteki Tęczowej". 
Punktem wyjścia do rozważań Irzykowskiego na temat charakteru ludzkiego była praca niemieckiego filozofa i psychologa Ludwika Klagesa pt. Prinzipien der Charakterologie.